# Asceua bimaculata
Asceua bimaculata is een spinnensoort in de taxonomische indeling van de mierenjagers (Zodariidae).
Het dier behoort tot het geslacht Asceua. De wetenschappelijke naam van de soort werd voor het eerst geldig gepubliceerd in 1904 door Eugène Simon.